# Koutekite
La koutekite est un minéral de la classe des sulfures. Il a été nommé en 1958 d'après le Dr. Jaromír Koutek (1902-1983), professeur de géologie économique à l'université Charles de Prague (Tchéquie).

## Caractéristiques
La koutekite est un arséniure de cuivre, de formule chimique Cu5As2. Elle cristallise dans le système hexagonal. On la trouve sous forme de cristaux de taille allant jusqu'à un millimètre, ainsi qu'en intercroissance. Sa dureté sur l'échelle de Mohs est de 3,5.

## Classification
Selon la classification de Nickel-Strunz, la koutekite appartient à "02.AA: Alliages de métalloïdes avec Cu, Ag, Au" avec les minéraux suivants : domeykite-β, algodonite, domeykite, novakite, cuprostibite, kutinaïte, allargentum, dyscrasite, maldonite et stistaïte.

## Formation et gisements
On la trouve dans des gisements de cuivre arsénical. Elle est généralement associée à d'autres minéraux tels que la paxite, l'arsenic, l'argent, la skutterudite, la nickéline, la löllingite, la chalcocite, l'algodonite, la domeykite, l'allargentum, la kutinaïte et la calcite. Elle a été découverte en 1958 à Černý Důl, Monts des Géants (région de Hradec Králové, Tchéquie). Elle a également été décrite dans d'autres pays comme l'Autriche, la France, l'Allemagne, l'Iran, la Slovaquie, la Suède, la Suisse et les États-Unis.